# Rechargement
 (août 2019).
Si vous disposez d'ouvrages ou d'articles de référence ou si vous connaissez des sites web de qualité traitant du thème abordé ici, merci de compléter l'article en donnant les références utiles à sa vérifiabilité et en les liant à la section « Notes et références ».
Le rechargement est une technique, selon la nature du substrat, métallurgique ou chimique qui consiste à revêtir une pièce ou une partie de pièce d'un matériau (métal, céramique, gomme, etc.) ayant les propriétés requises pour résister à une sollicitation connue et définie.
Les rechargements sont effectués pour améliorer la résistance à diverses sollicitations telles que le choc, l'abrasion métallique ou minérale, le frottement, la pression (laminage), la cavitation, la corrosion et/ou une combinaison de ces sollicitations y compris aussi pour des raisons esthétiques. 

## Procédés
Les trois principales techniques de rechargement sont le rechargement par projection, par soudage et par explosion (placage par explosion). En règle générale le rechargement est envisagé au moment de la conception d'une pièce ou de sa maintenance. Lors de rechargement par soudage, pratiquement tous les procédés sont utilisables. 
Selon la nature et les propriétés recherchées après rechargement, celui-ci peut être effectué en couches successives de nuances appropriées jouant un rôle de transition depuis les propriétés métallurgiques, chimiques, mécaniques du substrat vers celles requises finalement.

## Applications
Le rechargement peut être vu comme le moyen de protéger localement un élément ou une partie d'élément contre les agressions rencontrées pendant la durée de vie normale de la pièce. Le rechargement est donc une réponse précise apportée à un mode de sollicitation identifié.
Exemples d'agressions pouvant être combattues par un rechargement dur :

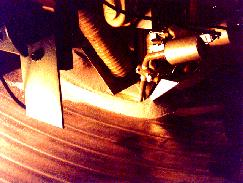
Rechargement résistant à la corrosion déposé par feuillard au moyen du procédé électroslag (ESW).

- Abrasion métallique à haute température (outils de travail à chaud, pièce de pompe, équipement de sidérurgie), dont la dureté du rechargement peut aller jusqu'à 500 HB (dureté Brinell) ;
- Abrasion métallique (lame de cisaille, poinçon et matrice de presse à découper, outil de presse à former, piston), dont la dureté du rechargement peut aller jusqu'à 55 HRc (dureté Rockwell) ;
- Abrasion minérale (équipements agricoles, manutention de sables / bétons, broyeur, mélangeur), dont la dureté du rechargement peut aller jusqu'à 70 HRc (dureté Rockwell) ;
- Choc, abrasion, pression (équipements de terrassement, d'excavation, chemins de roulement, burins mécaniques), dont la dureté du rechargement peut aller jusqu'à 65 HRc (dureté Rockwell) ;
- Choc (cœur d'aiguillage, outil de percussion, marteau, batteur de pieux), dont la parade peut consister en un rechargement en acier à 13 % de manganèse (acier autodurcissant) ;
- Corrosion (surfaces exposées aux agressions chimiques : équipements sous pression, éléments de chaudières), dont la parade consiste, en général, à protéger les surfaces exposées par un revêtement en alliage (acier inoxydable par exemple) ou en matériau (titane, zirconium par exemple) de nuance appropriée.